# .lr
.lr – domena internetowa przypisana do Liberii.